# Омак
Ома́к (англ. Omak) — город, расположенный у подножия Оканаганского нагорья в северо-центральной части американского штата Вашингтон. Расположен в 235 милях (378 км) по автомобильной трассе к северо-востоку от Сиэтла. Крупнейший населённый пункт округа Оканоган. Название города заимствовано из языка одного из населявших окрестности ранее индейских племён.
Омак был построен в 1908 году в рамках ирригационных работ в регионе (в конце концов увенчавшихся строительством плотины Гранд-Кули). Согласно переписи населения 1910 года, в нём проживало 520 человек; сто лет спустя, согласно переписи 2010 года, численность населения оценивалась в 4845 человек.